# Spilosoma lativitta
Spilosoma lativitta là một loài bướm đêm thuộc phân họ Arctiinae, họ Erebidae.